# Recouvrance
Recouvrance – miejscowość i gmina we Francji, w regionie Burgundia-Franche-Comté, w departamencie Territoire de Belfort.
Według danych na rok 1990 gminę zamieszkiwało 57 osób, a gęstość zaludnienia wynosiła 38 osób/km² (wśród 1786 gmin Franche-Comté Recouvrance plasuje się na 686. miejscu pod względem liczby ludności, natomiast pod względem powierzchni na miejscu 1045.).